# 西村太一
西村 太一（にしむら たいち、1990年3月21日 - ）は、日本中央競馬会 (JRA) の騎手。

## 来歴
大阪府大阪市生野区出身。部活ではサッカーをしていた。
父親が競馬好きでテレビを一緒に見ており、小学4年の時にスペシャルウィークの天皇賞（春）を見て騎手に憧れ、目指すようになる。
競馬学校を受験したが2回落ちて、3回目で合格した。中学卒業から競馬学校に合格するまではアルバイトをしながら千葉県のアニマル・ベジテイション・カレッジに通っていた。
同期には川須栄彦、菅原隆一、高倉稜、平野優、水口優也がいる。
2010年、美浦・和田正道厩舎に所属し騎手デビュー。
同年3月6日、ユキノマドンナで初騎乗（14着）。同年6月20日、ワールドブルーで初勝利。2013年7月7日、七夕賞のオートドラゴンで重賞初騎乗（9着）。
2011年には17勝を挙げる。
2012年8月4日、マカオのタイパ競馬場で行われた「2012アジアヤングガンズチャレンジ」に参加し、海外初騎乗（11位）。
2018年3月1日、所属していた和田正道調教師の定年による引退に伴い、加藤征弘厩舎に移動した。
2021年からは障害競走にも騎乗するようになる。同年9月20日、ビッグスコールで障害初騎乗（13着）。

## 人物
尊敬する騎手は松岡正海。

## 騎乗成績
|      |            | 日付          | 競馬場・開催   | 競走名            | 馬名           | 頭数 | 人気 | 着順 |
| ---- | ---------- | ------------- | -------------- | ----------------- | -------------- | ---- | ---- | ---- |
| 平地 | 初騎乗     | 2010年3月6日  | 2回中京1日1R   | 3歳未勝利         | ユキノマドンナ | 16頭 | 14   | 14着 |
| 平地 | 初勝利     | 2010年6月20日 | 1回函館2日12R  | 3歳以上500万下    | ワールドブルー | 13頭 | 10   | 1着  |
| 平地 | 重賞初騎乗 | 2013年7月7日  | 2回福島4日11R  | 七夕賞            | オートドラゴン | 16頭 | 16   | 9着  |
| 障害 | 初騎乗     | 2021年9月20日 | 4回中山5日目1R | 障害3歳以上未勝利 | ビッグスコール | 14頭 | 12   | 13着 |